# Nechte prosím kytky žít
Rakouský spisovatel Johannes Mario Simmel napsal v roce 1983 román Nechte prosím kytky žít (v originále Bitte, lasst di Blumen leben). V roce 1986 byl natočen stejnojmenný film. Režie: Duccio Tessari, hudba: Frank Duval. V hlavní roli Klausjürgen Wussow jako Charles Duhamel/Peter Kent a Birgit Dollová jako Andrea.

## Děj
Hlavním hrdinou dalšího skvělého románu J. M. Simmela je Charles Duhamel. Žije v Paříži, v bohatství a ve společnosti. Dalo by se říci, že je spokojený. Ale není to pravda. Charles má ženu Yvonnu, kterou nenávidí. Chce od ní odejít, ale ví, že to není možné. A tak, při jedné cestě do Vídně, jeho letadlo kvůli teroristickému útoku exploduje a Charles byl jedním z mála, kdo let přežil.
Má možnost začít znovu. Dal si nové jméno Peter Kent, zamiluje se do dívky Andrey, vezmou se, otevřou si knihkupectví a jsou šťastní až do dne, kdy za Charlesem přijede jeho francouzský přítel a žádá po něm peníze. Vyhrožuje mu, že všem poví, kdo je a kde žije. A Charles dostal strach. Odjíždí za ním do Paříže a tam ho zabije. A do to všeho se vloží bystrý komisař Robert Rolland. Začal pátrání po Charlesovi. Odlétá do Vídně, aby zjistil celou pravdu.
Mezitím si Charles a Andrea užívají života. Jak by ne, čekají miminko, ale jejich štěstí zakalí tragická událost: Andrea měla nehodu, při níž zahynulo jejich nenarozené děťátko a Andrea také sama umírá.
Po její smrti se na scéně objevuje komisař Rolland s obviněním na Charlese, že zabil člověka. Charles nechápe, protože ví, že dvě vraždy nespáchal. Je vzat do vyšetřovací vazby a přesvědčuje svého soudce, že nikoho nezabil, a soudce mu uvěří. Ale Charlese trápí svědomí, a tak se přizná a 12. listopadu roku 1982 Charles Duhamel, zběh ze života, ve své cele umírá na srdeční záchvat.